# Super Hang-On
Super Hang-On (яп. スーパーハングオン) — игра для аркадных автоматов и компьютеров в жанре мотосимулятор, выпущенная Sega в 1987 году, являющаяся продолжением заслужившей признание критиков игры Hang-On. В 1991 году была выпущена версия Limited Edition Hang-On, использовавшая автомат, симулирующий мотоцикл, такой же как в Hang-On.
Игра была выпущена для Sega Mega Drive, Amiga, Atari ST, Macintosh, ZX Spectrum, Amstrad CPC и Commodore 64 в 1989 году. Super Hang-On также была выпущена для компьютера Sharp X68000 только в Японии. Игра присутствовала на нескольких сборниках для Mega Drive, в частности, Mega Games I (поставлялся вместе с приставкой под названием Mega Drive Magnum Set) и Sega Genesis Six Pack.  Версия для аркадных автоматов была выпущена для Wii Virtual Console в Японии 14 сентября 2010 и 3 мая 2012 в других регионах. Версия со стереоизображением была выпущена для Nintendo 3DS eShop в Японии 27 марта 2013.

## Игровой процесс

### Аркадный режим
Аркадный режим в Super Hang-On похож на имеющийся в оригинальном  Hang-On, однако в отличие от него можно выбрать одну из четырёх трасс, располагающихся на разных континентах. В каждой из этих трасс имеется свой набор этапов. Если игрок разгоняется до обычной максимальной скорости 280 км/ч, активируется турбо-кнопка, использование которой позволяет достичь максимальной скорости 324 км/ч. Каждый этап примерно наполовину короче, чем в оригинальном Hang-On. Африканская трасса является самой лёгкой и самой короткой из четырёх (6 этапов). Азиатская сложнее и по длине похожа на трассу из оригинальной Hang-On (10 этапов). Американская трасса является предпоследней по сложности и состоит из 14 этапов. Самая сложная трасса — европейская, она состоит из 18 этапов. В начале гонки, игрок может выбрать один из четырёх музыкальных треков, который будет играть во время гонки. Эта возможность была позаимствована из Out Run.
Версия для ZX Spectrum является точным повторением аркадной (насколько это возможно на данной платформе) и была включена под номером 27 в список Your Sinclair Official Top 100 Games of All Time.
| Иноязычные издания         | Иноязычные издания |
| Издание                    | Оценка             |
| -------------------------- | ------------------ |
| CVG                        | 8/10               |
| MegaTech                   | 89 %               |
| ACE                        | 752                |
| Mega                       | 90 %               |
| YSinclair                  | 8/10               |
| CRASH                      | 85 %               |
| SUser                      | 10/10              |
| Награды                    |                    |
| Издание                    | Награда            |
| SU Classic (Sinclair User) |                    |

### Оригинальный режим
Оригинальный режим присутствует только в версиях для домашних компьютеров и является более насыщенным возможностями, чем аркадный режим. Игрок должен победить семь различных противников в гонках с увеличивающейся сложностью и длиной трасс. Если игрок выигрывает заезд из девяти гонок, он переходит к следующему противкнику, если проигрывает — возвращается к предыдущему.
Игровой процесс похож на аркадный, однако имеются следующие отличия: отсутствуют временные ограничения, получение слишком больших повреждений или полный износ запчастей приводит к тому, что игрок покидает гонку. Кроме того, игрок проходит трассу не один, а с противником. Турбо-режим недоступен до покупки турбо-двигателя.
Мотоцикл можно улучшать, покупая новые запчасти: раму (влияет на манёвренность), двигатель (ускорение, наличие или отсутствие турбо), тормоз (торомжение), глушитель (ускорение), масло (ускорение) и шины (усиливает сцепление)

## Повторные выпуски
Аркадная версия была выпущена для Wii Virtual Console в Японии 14 сентября 2010 года. В Северной Америке и Европе игра вышла 3 мая 2012 года. В игру были внесены небольшие изменения, чтобы избежать нарушения авторских прав: билборды с названиями настоящих компаний были заменены на похожие билборды с упоминанием других игр Sega, таких как Out Run и After Burner.
Ещё одна версия была выпущена для Nintendo 3DS через Nintendo eShop в Японии 27 марта 2013. Эта версия игры поддерживает стереоизображение и управление наклоном приставки.